# الجمعية الإسلامية للمجتمع الطبي الإيرانية
الجمعية الإسلامية للمجتمع الطبي الإيراني (بالفارسية: انجمن اسلامی جامعه پزشكی ایران) هو حزب سياسي إصلاحي إيراني تابع لمجلس تنسيق جبهة الإصلاح.

## الأعضاء
- محمد فرهادي[2]
- أبو الفضل سروش
- مهدي الخزعلي[3]
- غلام رضا أنصاري[3]
- مصطفى معين[3]
- علي شكوري راد[3]

### قادة الحزب
| الاسم             | الفترة    | المرجع |
| ----------------- | --------- | ------ |
| محمد فرهادي       | 1993-2007 |        |
| محمد رضا ظفرغاندي | 2007–     |        |

## روابط خارجية
- الموقع الرسمي